# نهر ثورا
نهر ثورا وهو نهر في مدينة دمشق، أحد فروع نهر بردى، ينفصل عنه في منطقة الشادروان الغربي، من رابع مقسم، قبالة قصر خالد العظم، ويتجه شرقاً على سفح قاسيون، فيسقي أحياء الصالحية وبساتينها وسوق صاروجا والعقيبة والعمارة ومسجد الأقصاب والزينبية والقصاع، ثم يدخل الغوطة فيسقي قرى كثيرة وينتهي في عذراء، وخلافاً لما توهمه المؤرخون فإن اسمه ثورا من السيريانية ويعي شباك صيد السك، وليست تورا كما يتداوله أهل دمشق، كما وكانت تسميته القديمة (نهر سقط) 